# Gudmund Schnitler
Gudmund Schnitler, född den 10 juni 1868 i Kristiania, död där den 4 november 1925, var en norsk militär och krigshistoriker. Han var son till Didrik Thomas Johannes Schnitler och far till Gudmund Didrik Schnitler.
Schnitler började sin bana som officer 1890, blev 1900 kapten samt 1914 avdelningschef och major i generalstaben. Han blev lärare i krigshistoria och strategi vid Den Militære Høiskole 1903. Schnitler fortsatte faderns Almindelig krigshistorie med 1 band, omfattande lineartaktikens tid 1650-1790 (1905), samt offentliggjorde en större lärobok i Strategi (1911). Schnitler blev 1924 överste och chef för Nordre Trondhjemske infanteriregiment. Han skrev vidare Verdenskrigen (1925), en populär skildring. 